# Dolichopoda azami
Dolichopoda azami är en insektsart som beskrevs av Félicien Henry Caignart de Saulcy 1893. Dolichopoda azami ingår i släktet Dolichopoda och familjen grottvårtbitare. Inga underarter finns listade i Catalogue of Life.

## Bildgalleri

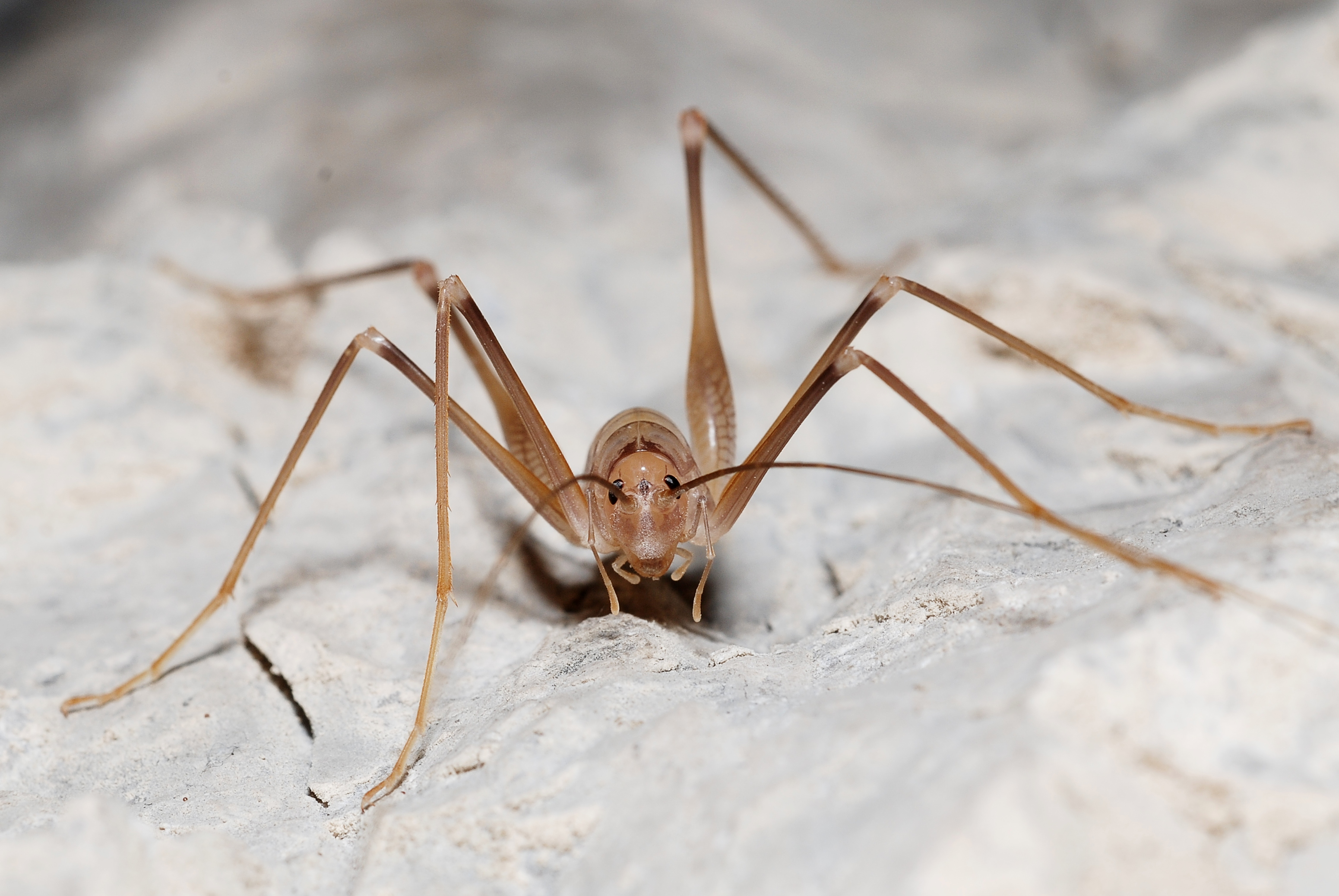
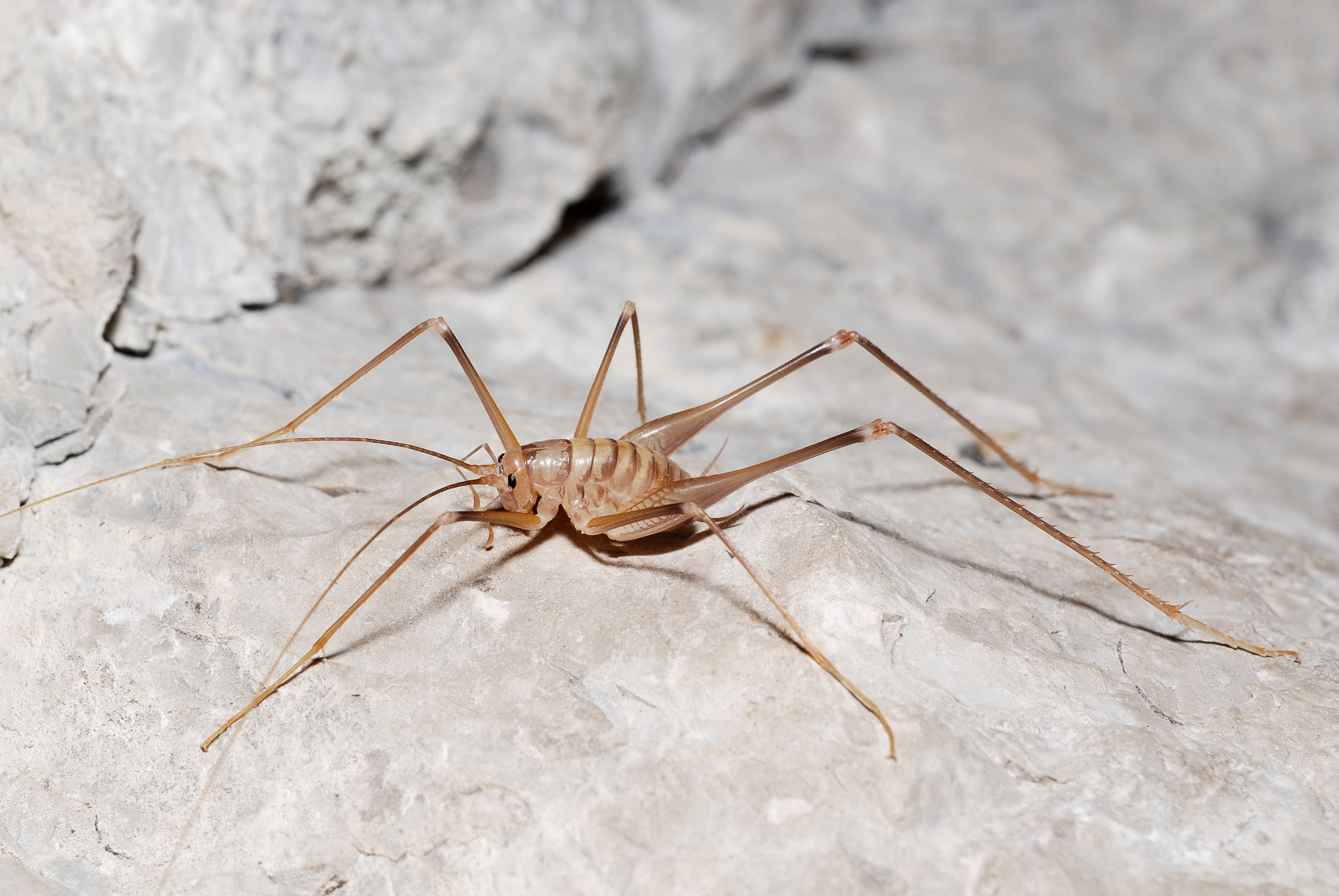